# Charles Chesnelong
Pierre-Charles Chesnelong, född den 4 april 1820 i Orthez (departementet Basses-Pyrénées), död där den 22 juli 1899, var en fransk politiker.
Chesnelong var ursprungligen köpman och var länge en ivrig och aktiv republikan. År 1855 blev han borgmästare i hemstaden. Chesnelong övergick till det bonapartistiska partiet och invaldes 1865 av detta i deputeradekammaren, som han tillhörde fram till 1870. Alltmer klerikalt inriktad anslöt han sig 1872 till legitimisterna, vilkas ledare han snart blev. Chesnelong var en av dem som 1873 förgäves framförde de förenade legitimisternas och orléanisternas erbjudande av Frankrikes krona till greven av Chambord. Han tillhörde kammaren fram till 1875 och blev 1876 senator för livstiden. Efter det monarkistiska nederlaget ägnade sig Chesnelong helt åt den romersk-katolska propagandan. Han bekämpade undervisningsväsendets skiljande från kyrkan, agiterade för upprättandet av katolska universitet och ledde bildandet av katolska arbetarsammanslutningar.